# Sovač
Sovač (em cirílico: Совач) é uma vila da Sérvia localizada no município de Valjevo, pertencente ao distrito de Kolubara. A sua população era de 106 habitantes segundo o censo de 2011.

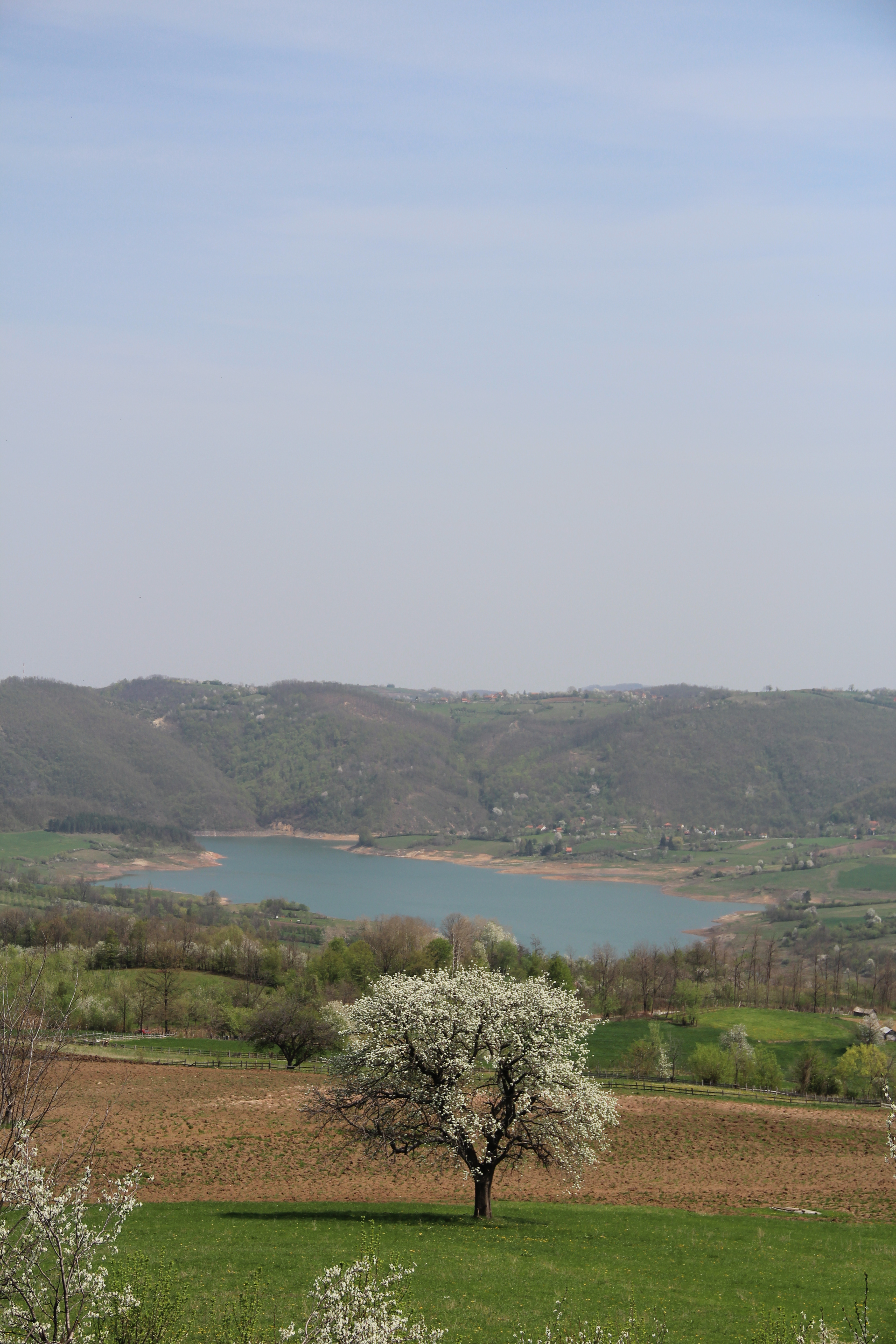
Sovač - panorama
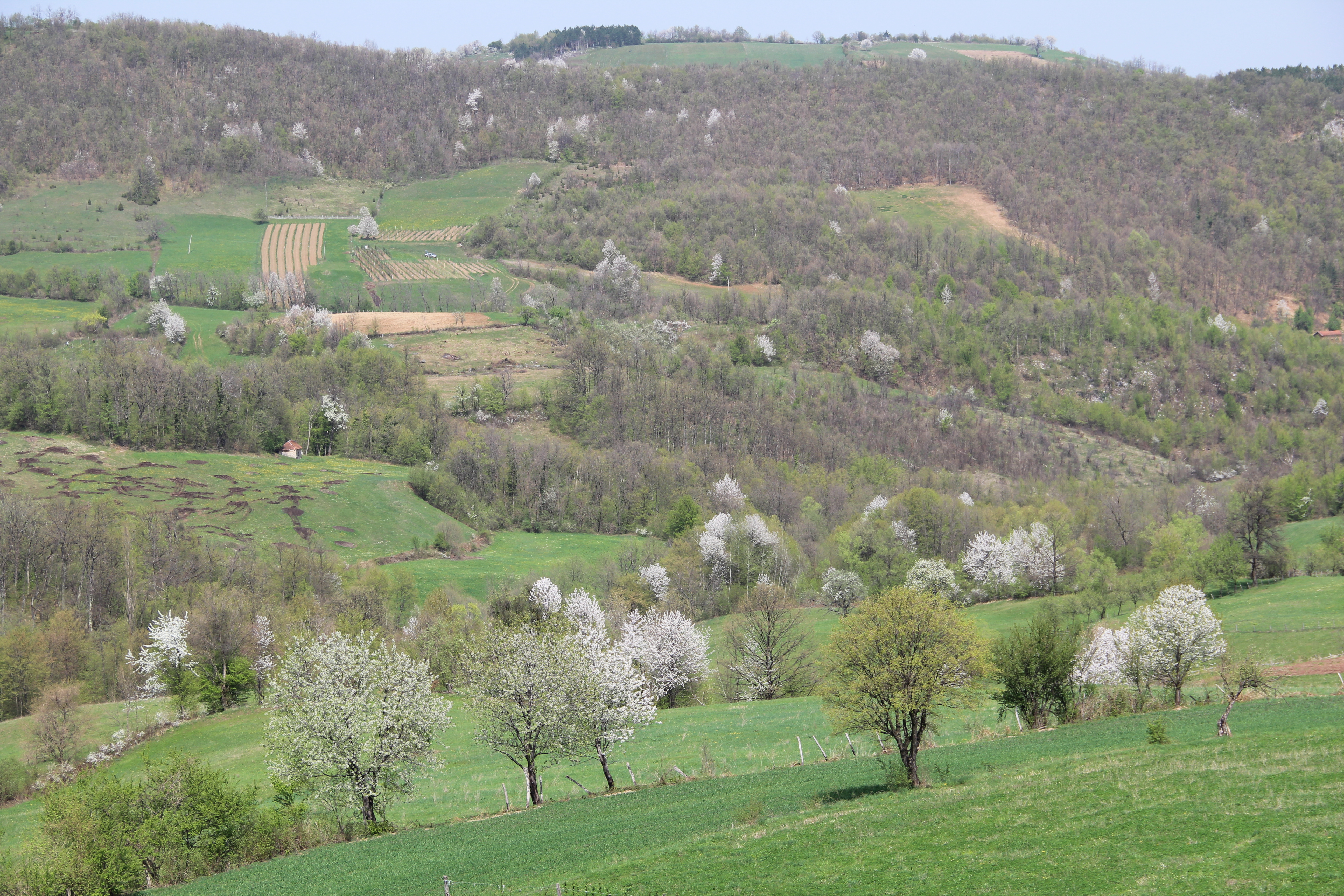
Sovač - panorama
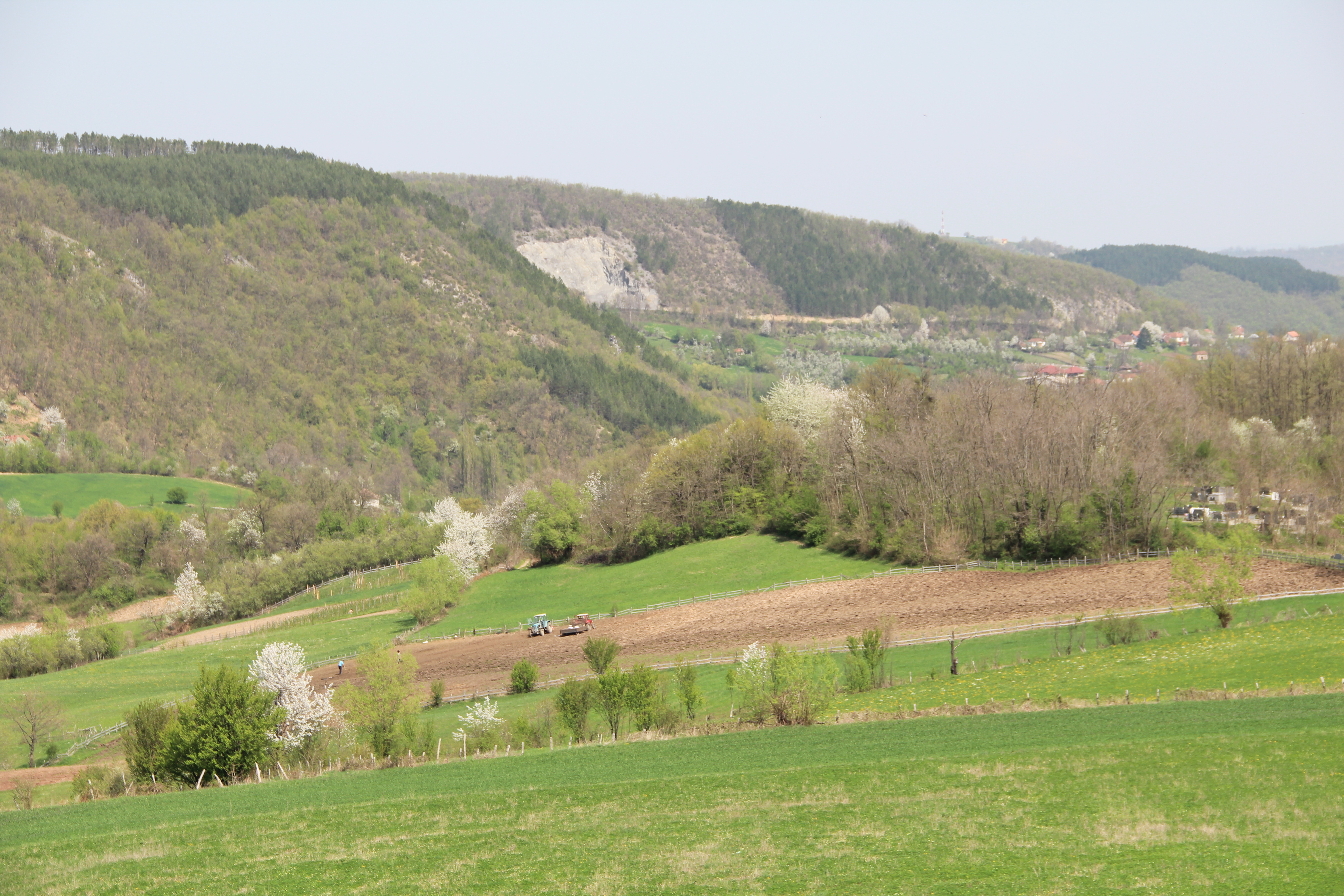
Sovač - panorama
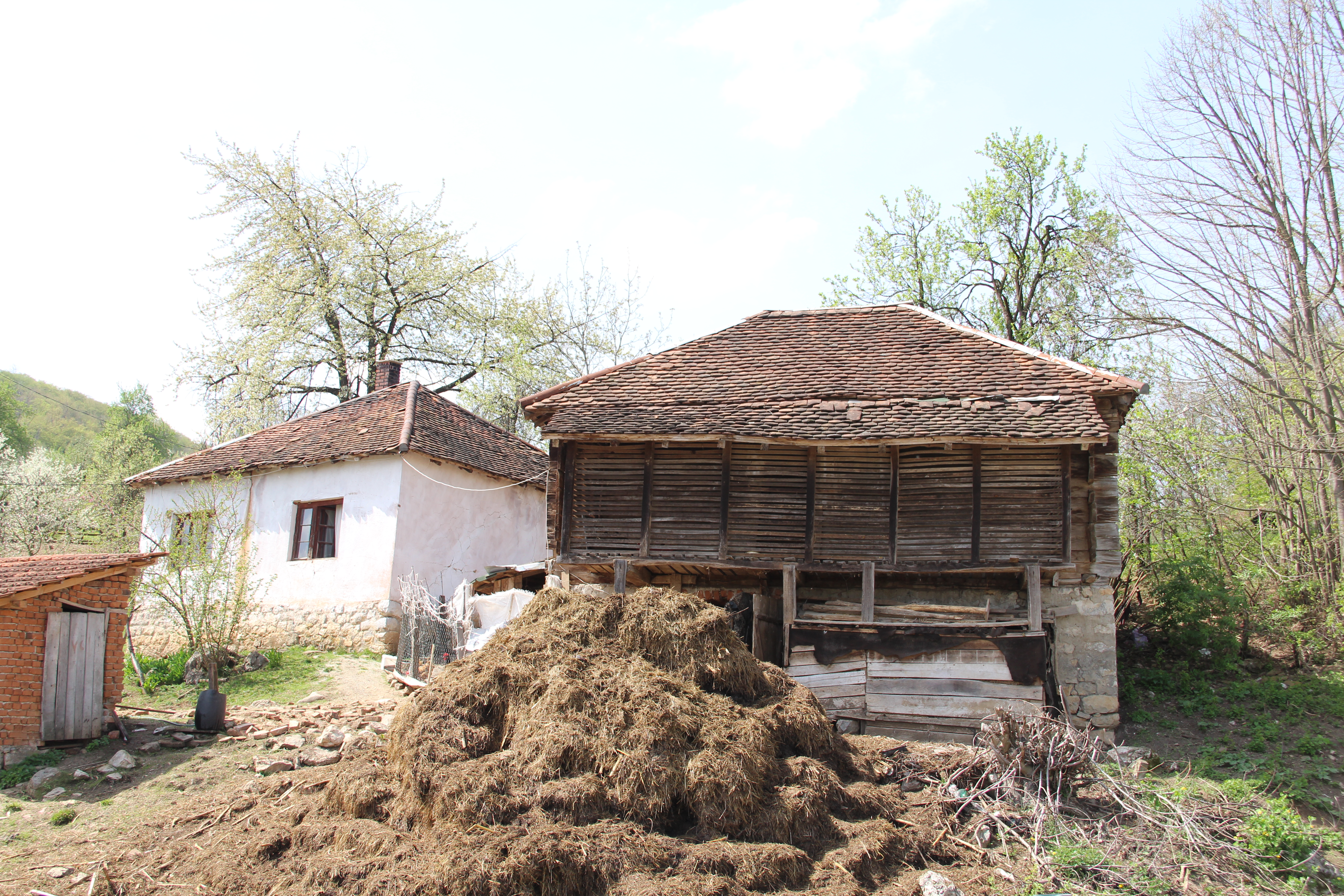
Sovač - panorama
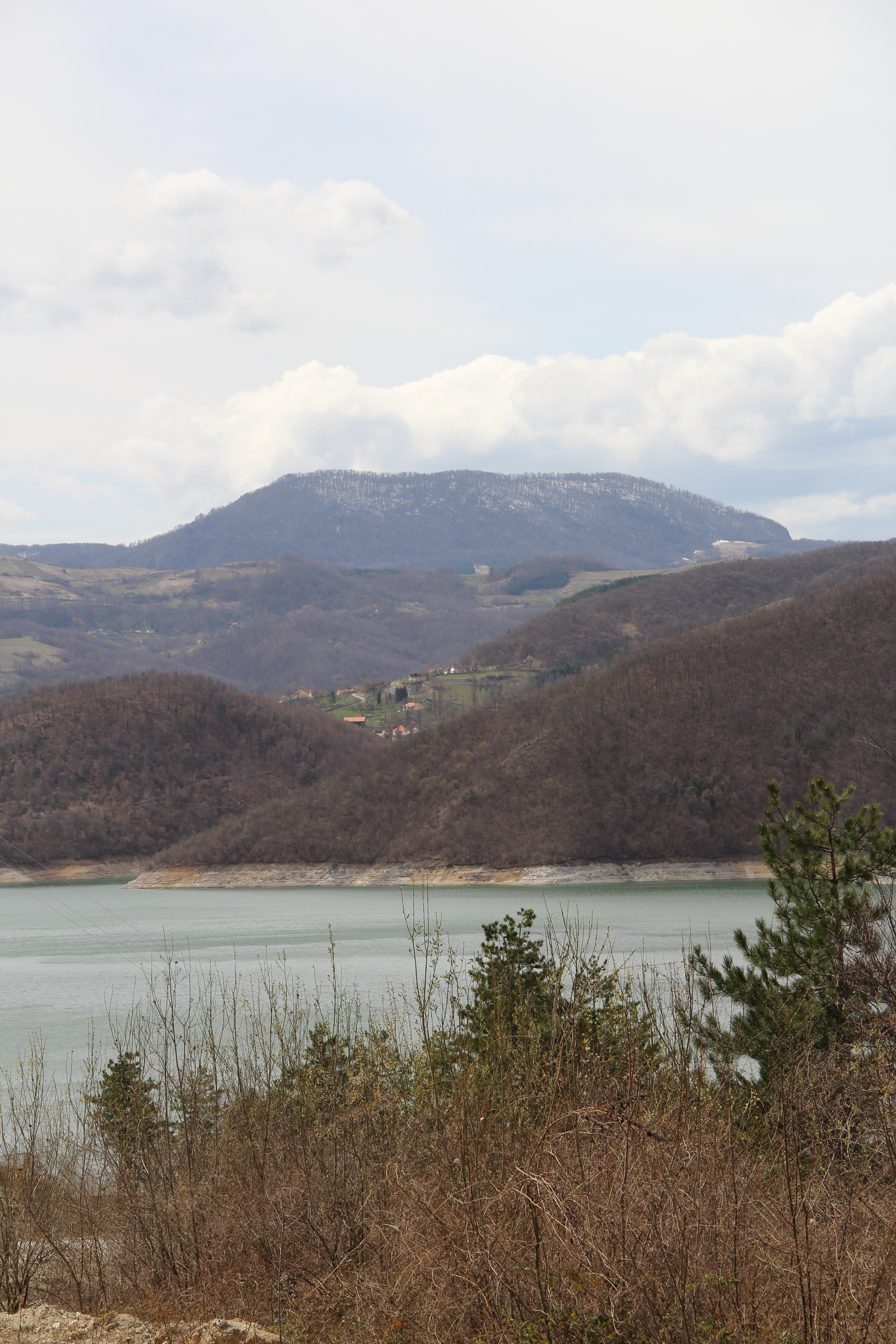
Sovač - panorama
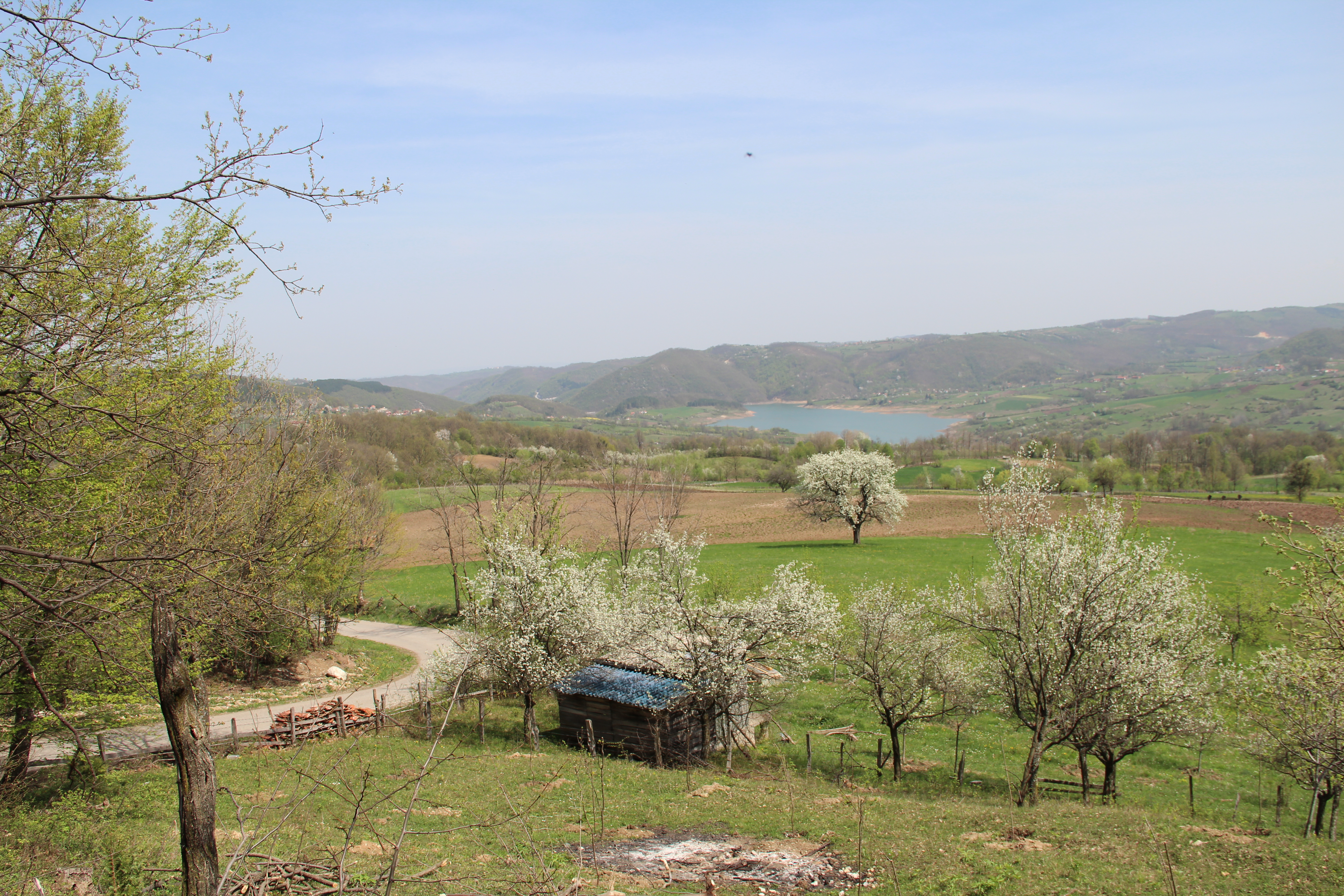
Sovač - panorama
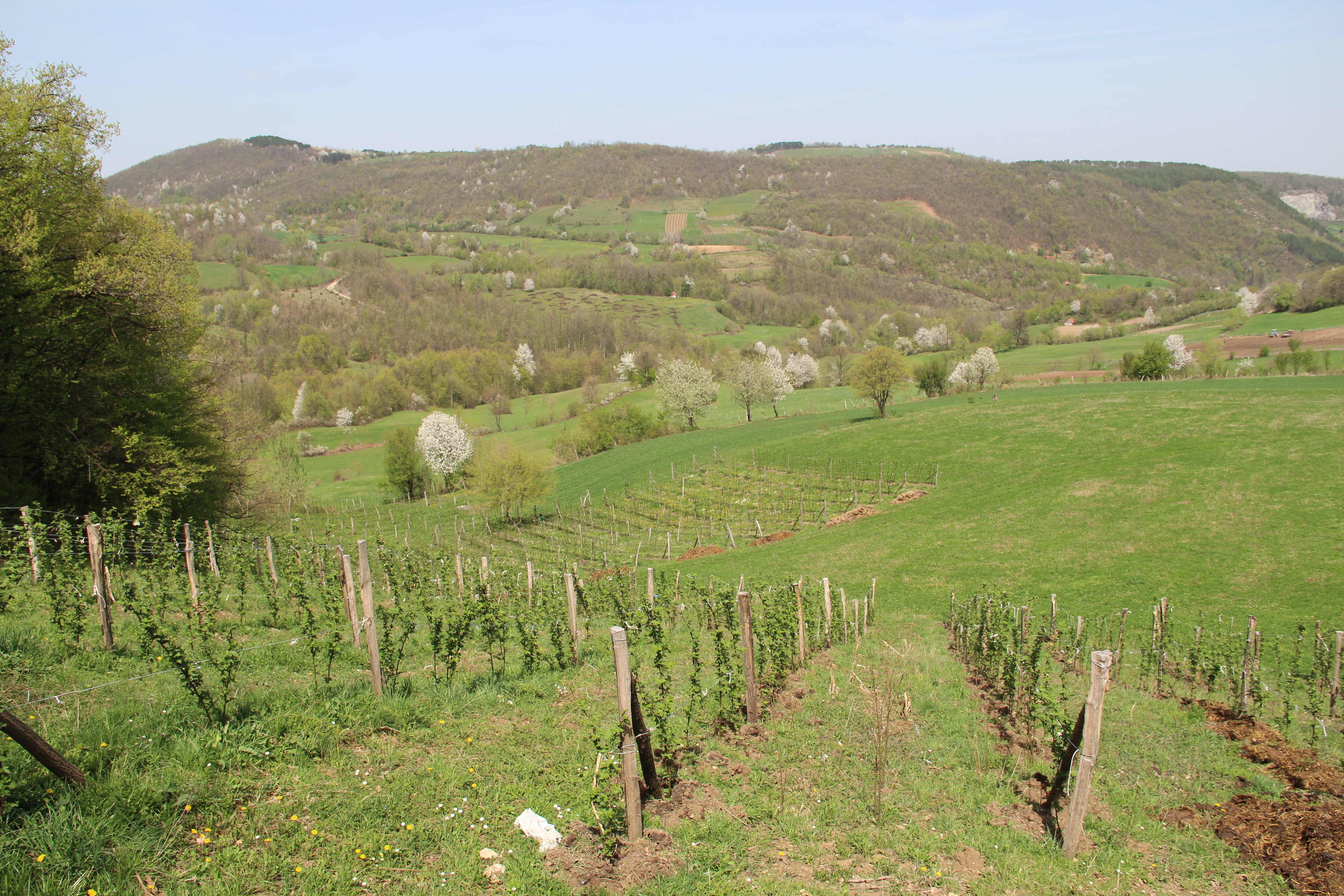
Sovač - panorama

## Demografia
| 1948 | 1953 | 1961 | 1971 | 1981 | 1991 | 2002 | 2011 |
| ---- | ---- | ---- | ---- | ---- | ---- | ---- | ---- |
| 360  | 338  | 287  | 234  | 195  | 165  | 133  | 106  |